# Augment
In der Sprachwissenschaft wird als Augment (lateinisch augmentum ‚Vermehrung‘) ein Präfix bezeichnet, das in einigen indogermanischen Sprachen einem Verb vorangestellt wird, um Zeitformen der Vergangenheit wie das Plusquamperfekt, das Imperfekt oder den Aorist zu bilden. In dieser Funktion verwendet wird das Augment im Griechischen, im Armenischen, Phrygischen und in indoiranischen Sprachen wie dem Sanskrit. Innerhalb der Indogermanistik ist es umstritten, ob sich das Augment erst innerhalb dieser Zweige des Indogermanischen entwickelt hat oder ob es schon in der indogermanischen Ursprache existierte, aber später in allen außer den genannten Nachfolgesprachen verloren ging.
Das Augment wird nicht in allen Sprachstufen durchgängig zur Markierung von Vergangenheitstempora verwendet. Im Griechischen kommt es z. B. bei Homer nicht beständig vor, die genauen Gründe werden bis heute diskutiert.

## Beispiele
Die Bildung der vergangenheitsdarstellenden Formen Imperfekt und Aorist im Neugriechischen verlangt jeweils eine Betonung auf der drittletzten Silbe. So bildet beispielsweise das Verb πληρώνω (pliróno) „ich (be)zahle“ das Imperfekt πλήρωνα (plírona) „ich (be)zahlte“ [lineare Vergangenheit: stets, immerfort und andauernd], bzw. den Aorist πλήρωσα (plírosa) „ich (be)zahlte“ [punktuelle Vergangenheit: kurzzeitig, einmalig und abgeschlossen].
Verben, die jedoch nur aus zwei Silben bestehen, wird ein Augment vorangestellt, das somit die im Wortstamm nicht enthaltene drittletzte Silbe ersetzt. So bildet beispielsweise das Verb λέγω (légo) „ich spreche“ die Imperfektform έλεγα (élega, Altgriechisch ἔλεγον élegon) „ich sprach“. Das anführende ε stellt das sog. Silbenaugment dar. Vokalisch anlautende Verben haben hingegen das sog. Dehnungsaugment. In diesem Fall wird der anlautende Vokal gedehnt. So lautet im Altgriechischen der mit Augment gebildete Aorist von ἀκούω (akoúō) ἤκουσα (ḗkousa) „ich hörte“. Im heutigen Griechisch allerdings fällt hier im Aorist das Augment weg: άκουσα (ákousa).
In ähnlicher Weise wird das Augment im Sanskrit gebildet: Hier lautet das Silbenaugment अ a. So lautet zu भवति bhavati „er ist“ das Imperfekt अभवत् abhavat „er war“. Bei vokalisch anlautenden Verben erscheint der anlautende Vokal in der Dehnstufe (vṛddhi): Das Imperfekt von इच्छति icchati „er will“ lautet ऐच्छत् aicchat „er wollte.“
Im Armenischen kommt das Augment nur bei Wortformen vor, die sonst einsilbig wären, um deren lautlichen Gehalt zu stärken. Es dient hier also auch nicht zur Vergangenheitsmarkierung: Aorist 1. Person Sg. beri „ich trug“ ohne Augment, aber 3. Person Sg. e-ber „er trug“ mit Augment.

## Inneres Augment
Bei einigen Wörtern im Griechischen, die ein Präfix enthalten, wird das Augment nicht an den Wortanfang, sondern zwischen Präfix und Wortstamm eingeschoben. Man spricht dann von einem inneren Augment. Beginnt der Verbstamm mit einem Vokal, ergibt sich auch hier ein Dehnungsaugment. Zu beachten ist, dass sich durch ein inneres Augment auch die (evtl. assimilierte) Vorsilbe in ihre Grundform zurückverwandeln kann (συμ… → συν + ε + …). 
- Beispiele (jeweils Präsens und Aorist): εισπράττω - εισέπραξα, συμπίπτω - συνέπεσα, αναγγέλλω - ανήγγειλα, εμπεριέχω - εμπεριείχα.

Im Neugriechischen gibt es viele Verben, bei denen das innere Augment optional ist und je nach Sprechsituation bzw. Bildungsniveau des Sprechers verwendet wird oder nicht. 
- Beispiele: μεταφράζω - μετάφρασα oder μετέφρασα, αναθέτω - ανάθεσα oder ανέθεσα, παραγγέλνω - παράγγειλα oder παρήγγειλα.